# Karel Tratnik
Karel Tratnik, slovenski pasar, * 29. oktober 1869, Vrhpolje pri Kamniku, † 31. januar 1935, Zagreb. 

## Življenje in delo
Karel Tratnik, mlajši brat pasarja Leopolda Tratnika, je izdeloval za domače pa tudi hrvaške in madžarske naročnike izdelke kot so npr.: lestenci, monštrance, dele oltarjev in razne druge kovinske izdelke umetne obrti. Bil je tudi pevec, planinec, podjetnik in politik.